# Премия SASTRA Ramanujan
Премия SASTRA Рамануджан (англ. SASTRA Ramanujan Prize), основанная Shanmugha Arts, Science, Technology & Research Academy (SASTRA) университетом в городе Кумбаконам, Индия, родном городе математика Сринивасы Рамануджана, ежегодно вручают молодым математикам, которые провели выдающуюся работу в областях, которые исследовал Рамануджан. Предельный возраст для премии был установлен в 32 года (возраст, в котором Рамануджан умер). Нынешняя награда $10,000.

## Победители
| Год  | Название                              | Университет                                                              |
| ---- | ------------------------------------- | ------------------------------------------------------------------------ |
| 2005 | Манджул Бхаргава Каннан Soundararajan | Принстонского университета Университет штата Мичиган                     |
| 2006 | Теренс Тао                            | Калифорнийский университет в Лос-Анджелесе                               |
| 2007 | Бен Грин                              | Кембриджский университет                                                 |
| 2008 | Акшай Венкатеш                        | Стэнфордский университет                                                 |
| 2009 | Катрин Брингман                       | Университет Кёльна, Университет Миннесоты                                |
| 2010 | Чжан Вэй                              | Гарвардский университет                                                  |
| 2011 | Роман Головинский                     | Университет Штата Огайо                                                  |
| 2012 | Живей Юн                              | Стэнфордский университет                                                 |
| 2013 | Петер Шольце                          | Боннский университет                                                     |
| 2014 | Мейнард Джеймс                        | Оксфордский университет, Англия и Университет Монреаля, Канада           |
| 2015 | Джейкоб Цимерман                      | Университет Торонто, Канада                                              |
| 2016 | Кайса Матомаки Максим Радзивилл       | Университет Турку, Финляндия; Университет Макгилла и Университет Рутгерс |
| 2017 | Марина Вязовская                      | Политехническая школа Лозанны, Швейцария                                 |
| 2018 | Yifeng Liu Джек Торн                  |                                                                          |